# ダニエル・リー (映画監督)
ダニエル・リー（李仁港、Daniel Lee、1960年 - ）は、香港の映画監督、脚本家。

## 監督作品
- ワンス・アポン・ア・タイム・イン・チャイナ/八大天王 (1995)
- ブラック・マスク 黒侠 (1996)
- もういちど逢いたくて 星月童話 (1999)
- ファイターズ・ブルース (2000)
- スター・ランナー (2003)
- ドラゴン・スクワッド (2005)
- 三国志 (2008)
- 処刑剣 14BLADES (2010)
- 項羽と劉邦/White Vengeance (2011)
- ドラゴン・ブレイド (2014)
- タイム・レイダーズ (2016) ※2016東京・中国映画週間で上映
- クライマーズ (2019)
- 刺客 (2022)